# Verdikanalen
Verdikanalen var en norsk kristen TV-kanal baserad i Oslo som existerade 2005–2007. Sändningarna invigdes officiellt av den norska kyrko- och kulturministern Valgerd Svarstad Haugland från Kristelig Folkeparti 18 augusti 2005. Avsikten var att kanalen skulle bli nordisk och även introduceras i Sverige under namnet Värdekanalen och i Danmark under januari 2007, men detta blev aldrig av.
Verksamheten drabbades av ekonomiska svårigheter, bland annat efter att en amerikansk sponsor hade avlidit, och ett försök till nyemission i slutet av 2006 lyckades ej lösa dessa svårigheter. På grund av skulder på över 14 miljoner norska kronor, med Telenor som största fordringsägare, stoppades Värdekanalens norska sändningar i februari 2007.
Värdekanalen finansierades under sin existens av privata bidrag och donationer. Chef för kanalen från 1 oktober 2006 var Siewert Öholm. Konceptet gick ut på att vara ett alternativ till public servicekanalerna NRK, SVT och till TV4, men med en fjärdedel av programutbudet bestående av kristet innehåll. Kanalen sände 24 timmar om dygnet och förmedlade internationella nyheter från Fox News.